# Glavnyj svidetel'
Glavnyj svidetel' (Главный свидетель) è un film del 1969 diretto da Aida Ivanovna Manasarova.